# Romain Alessandrini
Romain Alessandrini (* 3. April 1989 in Marseille) ist ein französischer ehemaliger Fußballspieler.

## Karriere
Alessandrini begann 1996 als Nachwuchsspieler bei CA Plan-de-Cuques. Drei Jahre später wechselte er zu Olympique Marseille, um danach ab 2005 in der Nachwuchsmannschaft des unterklassigen Vereins FC Gueugnon zu spielen. 2008 wurde er dort in die erste Mannschaft, die kurz zuvor in die Championnat de France National aufgestiegen war, aufgenommen. 2010 erhielt er beim Ligue 2-Club Clermont Foot aus der Auvergne einen Profivertrag und zwei Jahre später in der Ligue 1 bei Stade Rennes. 2014 wechselte er wieder zurück zu seinem Jugendverein Olympique Marseille. Drei Jahre später folgte dann der Wechsel zur LA Galaxy in die amerikanische Major League Soccer. Seit 2020 spielt Alessandrini in China.
Ende Januar 2013 nominierte Didier Deschamps Alessandrini erstmals für die A-Nationalmannschaft der Franzosen. Er wurde für das Freundschaftsspiel am 6. Februar 2013 gegen Deutschland aufgeboten, aber nicht eingesetzt.